# Motor SOHC

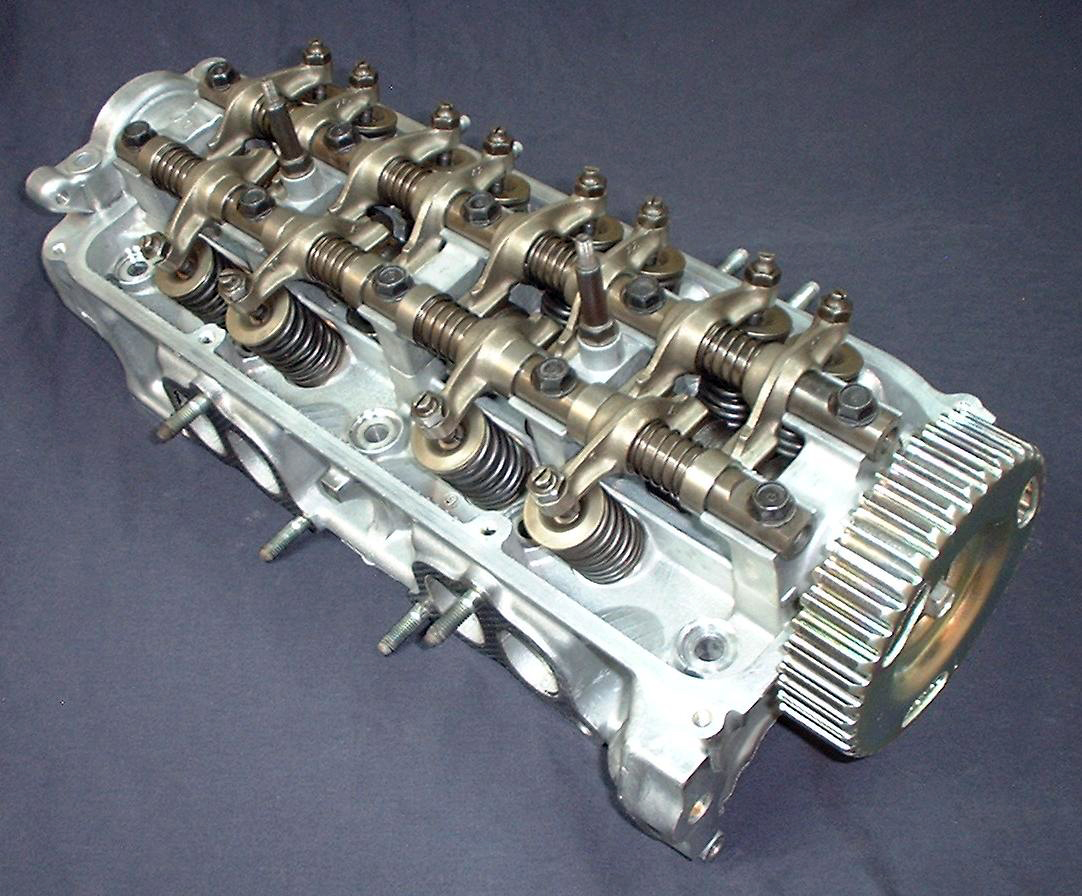
Motor SOHC d'un Honda CRX Si (1987), amb 3 vàlvules per cilindre

Un motor SOHC (de l'anglès Single overhead camshaft, "arbre de lleves únic al cap" o "arbre de lleves únic a la culata") és aquell que té un sol arbre de lleves situat a la part superior del capçal del motor, és a dir, de la culata. Al costat del DOHC, el SOHC és una de les dues possibles configuracions dels motors OHC.

## Descripció
El motor SOHC fa servir una sincronizació simple de vàlvules (dos per cilindre) per a controlar l'obertura i el tancament de les vàlvules d'admissió i d'escapament. El nombre de vàlvules per cilindre pot variar, per exemple l'Honda Civic 1.6 16v duu quatre vàlvules per cilindre.

## Avantatges i inconvenients
Tant la distribució DOHC com la SOHC tenen els seus avantatges i inconvenients. Per exemple, el motor DOHC genera més parell motor i potència a altes revolucions, cosa que pot aportar economia en circulació per carretera, però no té cap avantatge a baixes revolucions; el motor SOHC, en canvi, no té gaire potència a altes revolucions però té un bon parell motor a les baixes, la qual cosa el fa més econòmic a l'hora de circular per ciutat.
El motor DOHC té més potència que un motor SOHC, però només a altes revolucions, a causa del fet que hi ha més entrades i sortides per als gasos. Un DOHC té quatre "portes" (dues entrades i dues sortides), aconseguint així que la circulació d'aire/benzina sigui més lliure i fluïda.